# 沃莱夫尔
沃莱夫尔（法語：Volesvres，法語發音：[vɔlɛvʁ]）是法国索恩-卢瓦尔省的一个市镇，属于沙罗勒区。

## 地理
沃莱夫尔（46°28'18"N, 4°9'35"E）面积21.53 平方千米，位于法国勃艮第-弗朗什-孔泰大區索恩-卢瓦尔省，该省份为法国中部省份，北起顺时针与科多尔省、汝拉省、安省、罗讷省、卢瓦尔省、阿列省和涅夫勒省接壤。
与沃莱夫尔接壤的市镇（或旧市镇、城区）包括：圣樊尚-布拉尼、尚普莱西、欧特丰、帕赖勒莫尼亚勒、圣莱热莱帕赖。

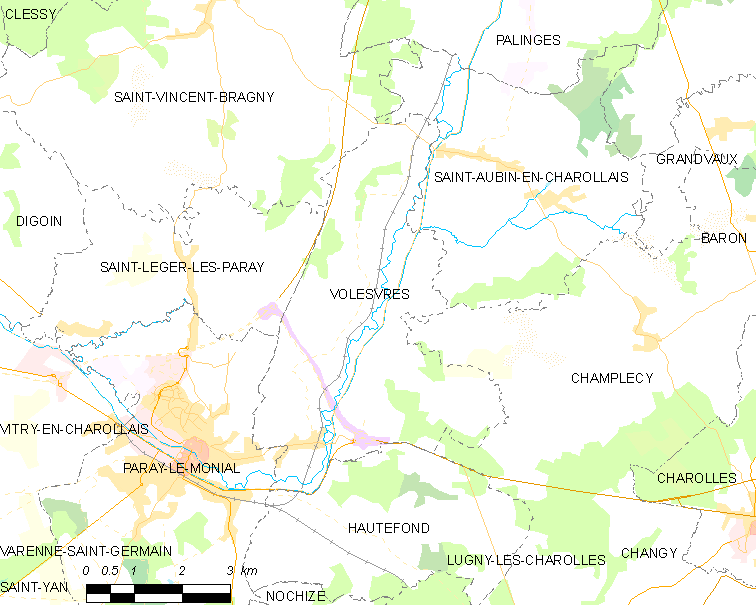
沃莱夫尔的OSM定位图

沃莱夫尔的时区为UTC+01:00、UTC+02:00（夏令时）。

## 行政
沃莱夫尔的邮政编码为71600，INSEE市镇编码为71590。

## 政治
沃莱夫尔所属的省级选区为帕赖勒莫尼亚勒县。

## 人口

1962-2008年间沃莱夫尔人口变化图示

沃莱夫尔于2022年1月1日时的人口数量为661人。